# Dyneema

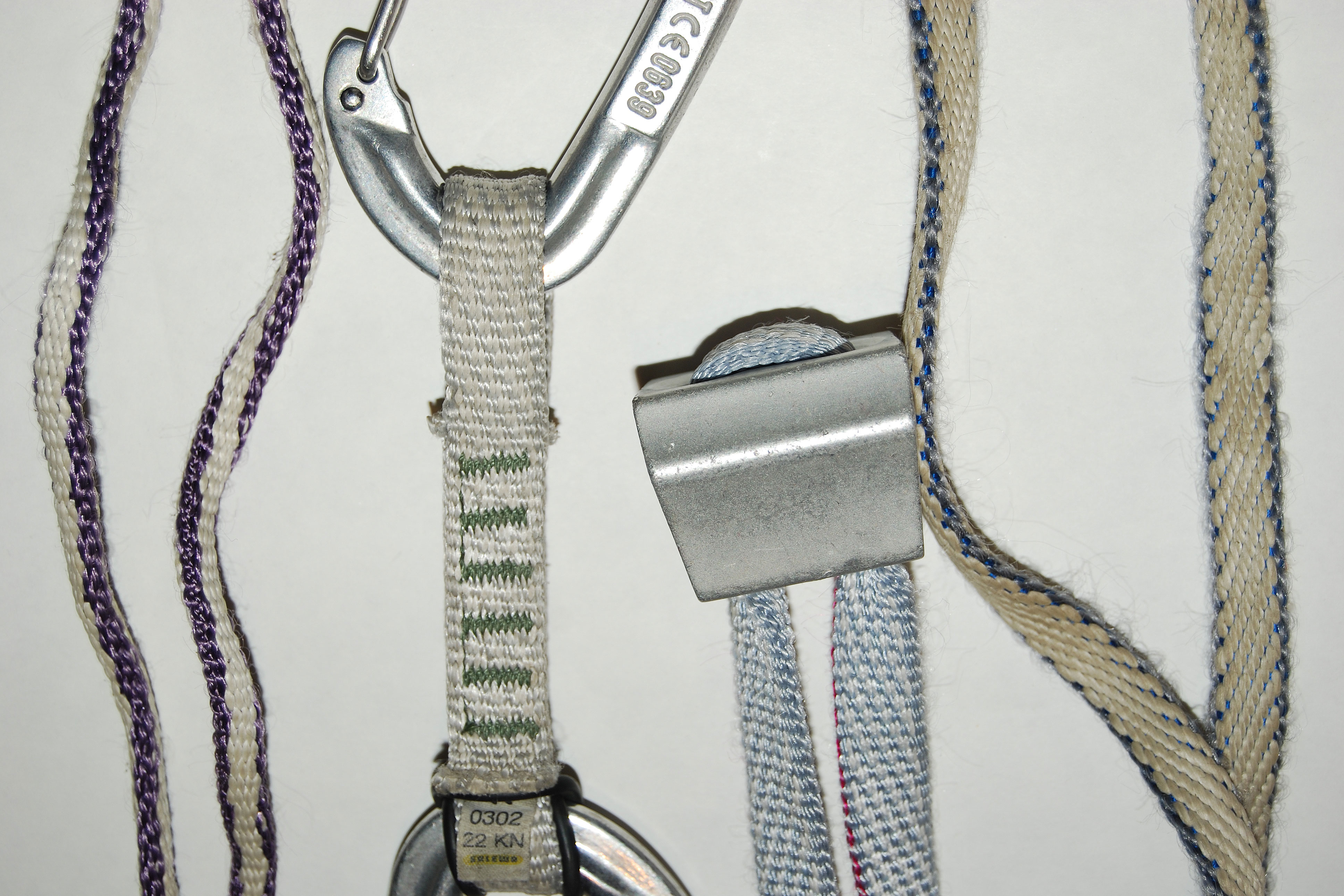
Kletterausrüstung aus Dyneema

Dyneema ist eine synthetische Chemiefaser auf der Basis von Polyethylen mit ultrahoher Molekülmasse (Ultra-High-Molecular-Weight Polyethylene (PE-UHMW) oder high-modulus polyethylene (HMPE)). Ihr Name ist nach Übernahme von dem niederländischen Chemiekonzerns DSM eine Warenmarke der Avient, ein US-amerikanischer Hersteller von Polymer-Werkstoffen.
Bis 2016 war Dyneema auch die Warenmarke des japanischen Konzerns Toyobo Co. Ltd., der gemeinsam mit DSM die industrielle Entwicklung der PE-UHMW-Fasern bis Ende der 1980er Jahre vornahm. 2016 haben sich beide Unternehmen geeinigt, dass Toyobo den separaten Markennamen IZANAS verwendet. Gleichartige Hochmodul-Polyethylenfasern werden auch von der Firma Honeywell unter dem Namen Spectra vertrieben. Fasern aus PE-UHMW wurden ebenfalls unter dem Markennamen Certran von Hoechst, später Celanese hergestellt, werden aber wegen fehlender Konkurrenzfähigkeit nicht mehr produziert.

## Eigenschaften
Von der Dyneemafaser gibt es verschiedene Typen. Die Fasertypen SK60 und SK65 gehören der ersten Generation an. Diese wurden in den 1980er Jahren eingeführt und erreichen eine feinheitsbezogene Zugfestigkeit von 32 cN/dtex.
Die Typen SK75, SK76 und SK78 gehören zur zweiten Generation und werden seit den 1990er Jahren nach einem neuen Produktionsverfahren hergestellt. Sie erreichen zwischen 35 und 40 cN/dtex. Von den genannten Fasertypen existieren verschiedene Titer, ausgedrückt in der Einheit dtex. Die dünnen Garne liegen zwischen 25 und 220 dtex, das heißt, eine 25 g schwere Faser der feinsten Qualität ist 10 km lang. Sie werden für feinste Gewebe, Nähgarne, Angelschnüre und Drachenschnüre eingesetzt. Mittlere Titer (440 dtex, 880 dtex, 1320 dtex) finden Anwendung bei Sicherheitszubehör für Kletterausrüstungen, Hubschrauberseilen, Yachttauen, Fischernetzen und werden zu Segeltuch und Planen verwebt. Die dicken Garne mit Titern von 1500 dtex, 1760 dtex und 2640 dtex finden Einsatz in schweren Geweben und Tauen für Schiffe, Ölplattformen und Tiefseeinstallationen.
Die Dyneema-Faser hat Zugfestigkeitswerte von 3 bis 4 GPa (3000 bis 4000 N/mm²). Diese sehr hohen Festigkeitswerte ergeben sich aus der starken Parallelorientierung der Polyethylen-Linearmoleküle, die größer als 95 % ist, und einem Kristallinitätsgrad von bis zu 85 %.
PE-UHMW bildet lange Ketten mit Molekülmassen von 2 bis 6 Millionen g/mol. Die Masse ist so hoch, dass sie nicht direkt mit konventionellen Mitteln gemessen werden kann, sondern aus ihrer intrinsischen Viskosität abgeleitet wird.
Die feinheitsbezogene Höchstzugkraft, auch als Feinheitsfestigkeit bezeichnet, variiert abhängig vom Fasertyp zwischen 32 cN/dtex und 40 cN/dtex. Damit ist die Dyneemafaser auf die Masse bezogen unter anderem zugfester als Aramidfaser (23 cN/dtex), HT-Kohlenstofffasern (20 cN/dtex) und Glasfaser (15 cN/dtex).
| Seildurchmesser | Festigkeit | Masse        |
| --------------- | ---------- | ------------ |
| 4 mm            | 1.400 daN  | 1,1 kg/100 m |
| 6 mm            | 3.300 daN  | 2,8 kg/100 m |
| 8 mm            | 5.800 daN  | 5,0 kg/100 m |

Die Reißlänge von Dyneema beträgt knapp 400 km. Dyneema ist mit einer Dichte von 0,95 bis 0,97 g/cm³ etwas leichter als Wasser und schwimmt. Die Faser ist lange haltbar und hat eine hohe Beständigkeit gegen Abrieb, Feuchtigkeit, UV-Strahlen und Chemikalien.
Der Schmelzpunkt von Dyneema liegt zwischen 144 und 152 °C, die Zugfestigkeit und -steifigkeit von Dyneema lassen mit steigender Temperatur nach. Die Verwendbarkeit wird bis etwa 80 bis 100 °C angegeben. Dagegen steigt die Festigkeit bei Temperaturen unter Raumtemperatur, und bei −30 °C beträgt der Festigkeitszuwachs 30 % gegenüber Raumtemperatur. Dyneema ist bis zu −150 °C verwendbar.
Die Oberfläche von Dyneema ist sehr glatt, mit einem Reibungskoeffizienten von 0,05 bis 0,08. Auf der glatten Oberfläche haftet Farbe schlecht. Daher war Dyneema lange Zeit nur in seiner natürlich weißen Farbe erhältlich. Aufgrund steigender Nachfrage entwickelte DSM die Variante Black Dyneema, in der schwarze Farbpartikel dem Kunststoff bereits in der Herstellung hinzugefügt werden.

## Herstellung
Die Dyneemafasern werden durch Gelextrusionsspinnen, einen Spezialfall des Lösungsspinnens, hergestellt. Es werden Filamente aus gelartigen Lösungen erzeugt, wobei die Moleküle parallel zueinander angeordnet werden. Durch das Strecken und durch Thermofixierung entsteht eine Kristallstruktur, die zur hohen Festigkeit der Faser führt.

## Verwendung

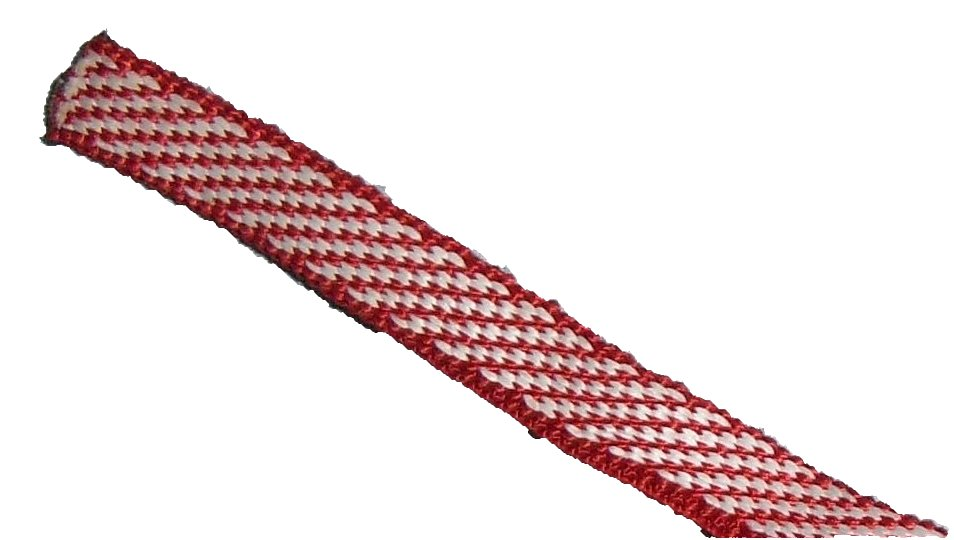
Bandmaterial aus Dyneema-Nylon-Mischgewebe

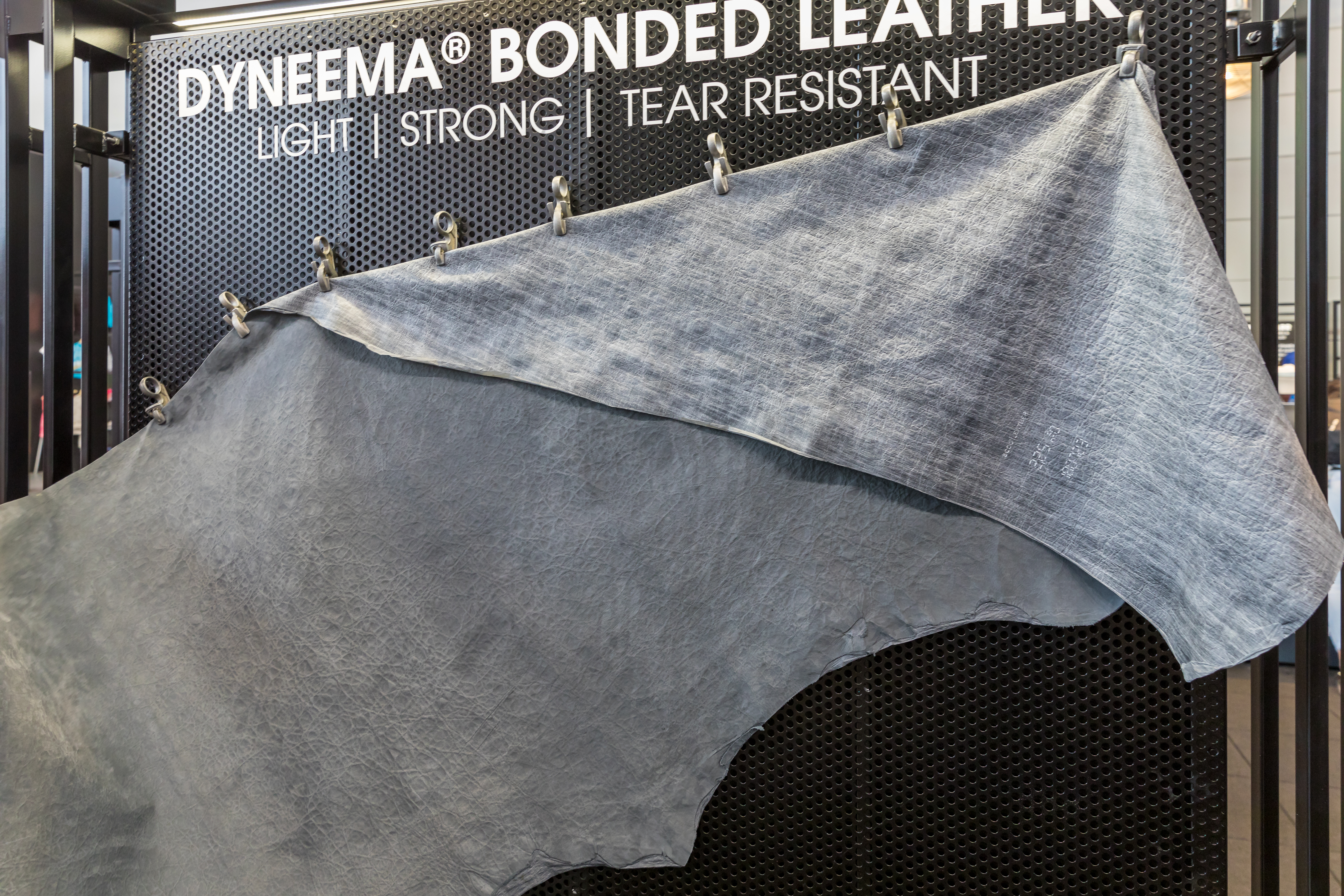
Mit Dyneemafaser verstärktes Leder

Verwendet wird Dyneema unter anderem zur Herstellung von Angelschnüren, Fischernetzen, Bogensehnen, Seilrobotern, Hubschrauber-Außenlast-Transportseilen, Bergetausystemen, Takelage von Segelbooten und Bandschlingen und Ultraleicht-Zelte.
Auch für beschusshemmende Schutzwesten und Panzerungen von Fahrzeugen, Flugzeugen und Schiffen wird Dyneema zusammen mit anderen Materialien verwendet. Ein weiterer Einsatzbereich ist die Armierung von Cockpittüren im Flugzeugbau, womit diese schusssicher gemacht werden.
Weitere Anwendungen sind laminierte Helmschalen für Motorradhelme und abriebfester Dyneema-Denim für Motorradjeans.
Bei schnittfester Schutzkleidung wird Dyneema für Handschuhe und Kettensägenhosen, Brustschutz, Armschutz und T-Shirts eingesetzt, die in der Forst-, Metall-, Glas- und die Fleischverarbeitungsindustrie Verwendung finden.
Bei Freizeit- und Sportartikeln werden Snowboards, Tauwerk-Schäkel und diverse Hilfsmittel für den Klettersport aus Dyneema angeboten. Besonders als Leinenmaterial im Wassersport – da ohne Reck und unempfindlich gegen Salzwasser – sowie für Gleitschirme und Drachen und für den Windenstart von Segelflugzeugen wird Dyneema häufig eingesetzt; teilweise mit Polyester ummantelt, um die Scheuerfestigkeit zu erhöhen.
Beim modernen Spinnfischen ist die sogenannte geflochtene Angelschnur verbreitet, dabei werden 6 bis 8 Dyneema-Monofile miteinander verflochten. Die geringe Dehnung ermöglicht die Erkennung von Bissen auf große Entfernungen und in großen Tiefen.
Außerdem werden aus der Dyneemafaser textile Ketten hergestellt, die aufgrund ihrer hohen Festigkeitswerte Stahlketten ersetzen können. Die Kettenglieder bestehen aus mehreren Lagen des Dyneema-Gurtbands und werden ineinander vernäht, um eine Kette zu bilden. Die textilen Ketten werden in der Ladungssicherung und Hebetechnik verwendet. Die Vorteile von textilen Ketten im Vergleich mit Stahlketten sind das geringe Gewicht und die damit verbundene geringere Verletzungsgefahr.
Die ersten Seile aus Dyneema für den Außenlasttransport mit Hubschraubern wurden 1994 in der Schweiz gebaut und sind bereits seit 1996 bei der Air Zermatt AG als Bergetausysteme bis 600 kg Personen-Nutzlast im Einsatz. Aufgrund ihrer geringen Masse lösen diese Seile mittlerweile in vielen Bereichen die bisher verwendeten Stahlseile ab, in Zermatt wurde zum Beispiel das längste bisher bekannte Dyneema-Bergetau mit einer Länge von 200 Metern eingesetzt. Ursprünglich wurde auch vermutet, Dyneema-Seile könnten aufgrund ihrer sehr geringen Dehnung (0,5 bis 2 %) den gefürchteten Seilrückschlag verhindern, allerdings wurde dies 2008 durch eine Versuchsreihe der deutschen Berufsgenossenschaft für Fahrzeughaltungen und den schweizerischen Hubschrauber-Seilhersteller AirWork & Heliseilerei GmbH widerlegt.
In der Luftfahrtindustrie findet Dyneema darüber hinaus Einsatz in Radomen, da es nicht nur leicht und schlagfest ist, sondern auch das radardurchlässigste Material, das bekannt ist.
Kompositpaneele aus Dyneema-Faser ersetzen Aluminiumpaneele in Unit Load Devices (ULD).
Im medizinischen Bereich kommt die Marke „Dyneema Purity“ zum Einsatz.

### Bergsport
PE-UHMW kommt in Reepschnüren als Kernmaterial zum Einsatz. Bei Bandschlingen werden die Fasern häufig als Mischgewebe mit Polyamid oder Polyester verwendet.
Es wird häufig geraten, Dyneema-Bandschlingen nicht zu knoten. Als Grund für das relativ schlechte Abschneiden von geknoteten Dyneemaschlingen wird häufig auf deren geringen Schmelzpunkt verwiesen, mit dem Hinweis, geknotete Dyneemaschlingen würden sich bei Belastung so stark erhitzen, dass sie schmelzen (manchmal wird geschrieben, sie würden „durchbrennen“). Allerdings erhitzen sich Dyneemaknoten auch unter starker dynamischer Belastung aufgrund des äußerst niedrigen Reibungskoeffizienten von PE-UHMW nur relativ wenig. Das verhältnismäßig schlechte Abschneiden von geknoteten Dyneema-Bandschlingen ist vielmehr auf ihren üblicherweise kleinen Querschnitt zurückzuführen: Sie sind in den Knoten viel stärker gekrümmt als Bandschlingen anderer Materialien, wodurch sich die Spannungen besonders stark konzentrieren. Zudem bewirkt der niedrige Reibungskoeffizient, dass Knoten sehr leicht rollen und sich unter Belastung öffnen können. So rollt ein Sackstich in einer Dyneema-Bandschlinge bereits bei etwa 2 kN. Eine sichere Verbindung von Dyneemamaterial ist nur durch Spleißen oder Nähen möglich. Dafür haben Dyneemaschlingen eine höhere Schnittfestigkeit als Bandschlingen aus Polyamid.